# Museo nazionale della Birmania (Yangon)
Il Museo nazionale della Birmania (in birmano အမျိုးသားပြတိုက်) è un museo della città birmana di Yangon alle dipendenze del Ministero della cultura. Si estende per più di cinque piani ed espone oggetti appartenenti al patrimonio artistico, naturale e culturale della nazione.

## Storia
Il museo venne fondato nel 1952 ed ebbe come sua prima sede la stessa via della pagoda Shwedagon, poi nel 1970 venne trasferito in un palazzo coloniale in Pansodan Road, che in passato aveva ospitato la sede della Bank of India. Nel 1990 vennero inaugurati i lavori di costruzione della sede odierna, dove il museo venne definitivamente collocato nel 1996.

## Le collezioni

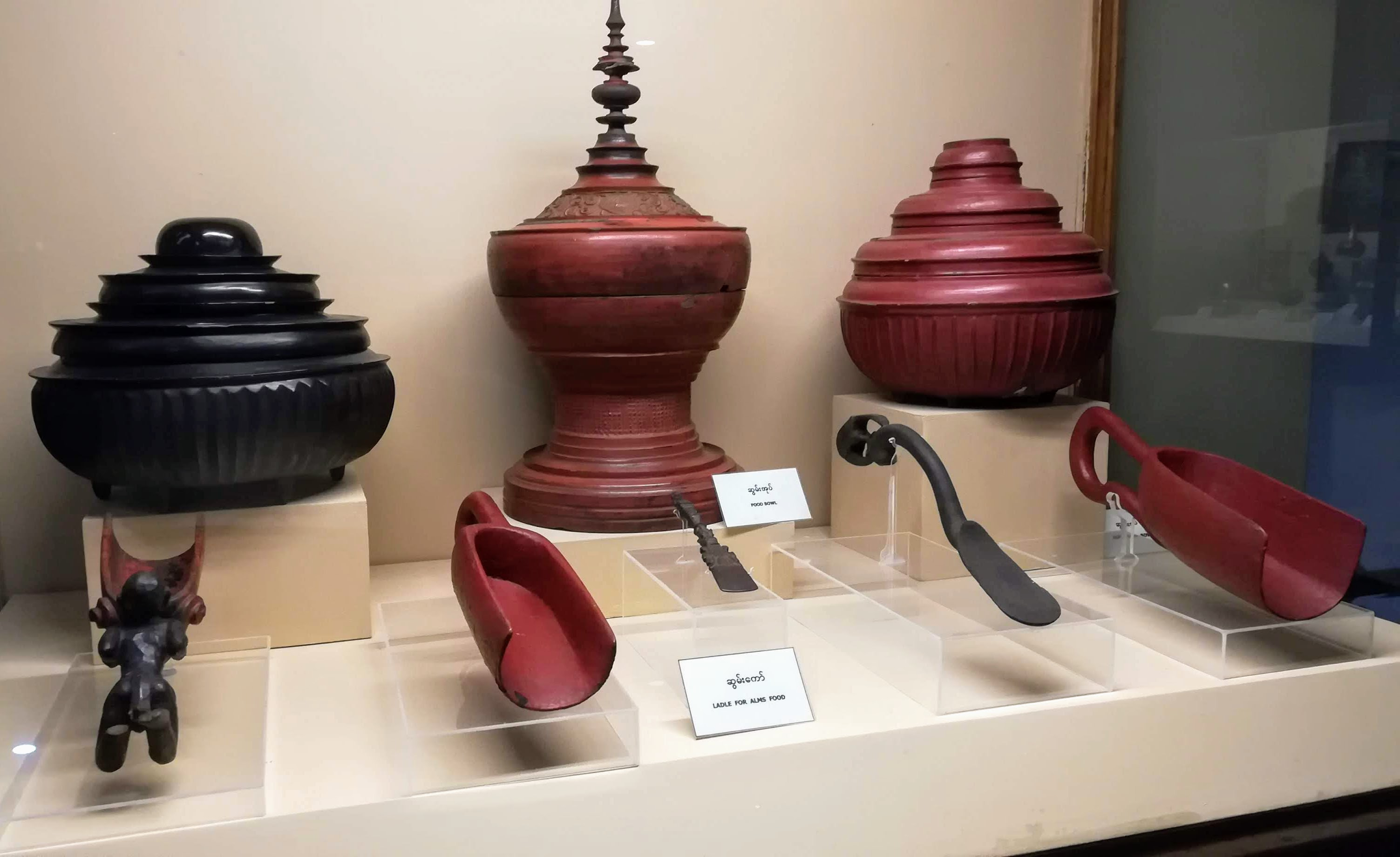
Oggetti per il cibo usati dai monaci esposti nel museo

Il pezzo più importante della collezione del museo è il Trono del leone sito a pianoterra, un trono alto circa 10 m che prende il nome dalle sculture di leoni che riempiono le piccole nicchie alla sua base. Costruito in modo che nessuno potesse smantellarlo, questo trono risale al 1856-1857, periodo coincidente con il regno di Mindon Min, e venne trafugato dagli inglesi, che nel 1902 lo trasferirono dalla vecchia capitale Mandalay al Museo indiano di Calcutta. Si tratta dell'unico esemplare autentico di trono birmano sopravvissuto alla seconda guerra mondiale. Nel 1948 fu riportato in patria e dal 1957 fa parte della collezione permanente del museo.
Il museo espone anche le riproduzioni degli altri otto troni andati perduti. Nella sala adiacente a quella del Trono del leone sono esposti alcuni pezzi provenienti dal Palazzo di Mandalay, come la Porta dorata, alcuni mobili e vestiti, un grande gong sorretto da due figure ottocentesche, e un armadio in oro per manoscritti a foglia risalente al XIX secolo e proveniente dal monastero Hman Kyaung di Mandalay. Sempre a pianterreno viene illustrata l'evoluzione dell'alfabeto birmano attraverso manoscritti e fotografie di monumenti, come ad esempio le iscrizioni sui pilastri in teak del Palazzo Kanbawzathadi di Pegu oppure un manoscritto astrologico shan del XIX secolo.
Al primo piano sono ubicate le sale dedicate alla preistoria e alla storia della Birmania, più una sala contenente tesori e insegne reali appartenenti a numerosi sovrani birmani. Molti di questi oggetti vennero portati al Victoria and Albert Museum di Londra, ma alcuni di essi furono restituiti nel 1964, sebbene alcuni esemplari conservati siano delle mere riproduzioni. Altre due gallerie del primo piano sono incentrate sulla storia naturale e culturale della nazione dalle origini al XVIII secolo. Le collezioni di queste due sale vanno dai denti di animali estinti del periodo Pagan ai dipinti della vita quotidiana di svariate epoche.
Il secondo piano ospita le sale dedicate alle arti performative e agli strumenti musicali. Vengono esposti i tipici strumenti che compongono la hsaing waing (la tradizionale orchestra birmana), più una serie di marionette tipiche dell'anyeint, la rappresentazione di tre notti consecutive di storie dei Jātaka o della tradizione nazionale. Vi è anche una sala dedicata al folclore nazionale che conserva prodotti da lacca, recipienti buddisti per l'elemosina, giocattoli in legno dipinto e decorati in oro e carri trainati dai buoi.
Il terzo piano ospita una galleria d'arte che comprende dipinti di scene ambientate in Italia e Francia ritratte da artisti birmani, nonché copie di dipinti dei templi di Bagan, di Amarapura e di altri siti storici. Vi sono anche alcune opere del pittore Ba Nyan, colui che introdusse alla sua patria le tecniche pittoriche europee.
Le due gallerie dell'ultimo piano sono dedicate alle minoranze etniche del Paese e all'evoluzione della rappresentazione del Buddha nell'arte birmana. Vi sono esposti manoscritti, strumenti musicali, artefatti, libri e un modello di una barca del Lago Inle.